# 福住町 (臺北市)
福住町，為臺灣日治時期臺北市之行政區，在旭町、新榮町之東。戰後劃入大安區，今臺北市杭州南路二段、金華街、信義路二段、麗水街、愛國東路之一部份均在町內。轄域內為公務員宿舍及台北刑務所。